# Проект патрульных катеров типа PV50
Патрульные катера проекта PV50 — проект украинских патрульных катеров. Предназначены для несения несения службы в закрытых морях и прибрежных зонах открытых морей, патрульной службы в 12-мильной зоне,охраны особой экономической зоны, борьбы с контрабандой и проявлениями пиратства, охраной газо- и нефтедобывающих промыслов.
Болгарский судостроительный завод "Дельфин" по контракту 2006 года построил для "литовской фирмы" два "водолазных судна" проекта PV50 длиной 50 метров с заводскими номерами 102 и 103. Одним из этих "судов" является патрульный корабль Estuario de Muni, введенный в состав ВМС Экваториальной Гвинеи в 2008 году. Куда "ушел" второй корабль неясно.

## Примечание
Знак "*" - характеристики проекта PV50M.

## Операторы
Экваториальная Гвинея